# Bremer Jugendring
Der Bremer Jugendring ist der 1991 gegründete Landesjugendring der Freien Hansestadt Bremen. Als freiwilliger Zusammenschluss von Jugendorganisationen vertritt er die gemeinsamen Interessen von 23 Mitgliedsverbänden in der Öffentlichkeit, insbesondere gegenüber Parteien, Behörden, der Bürgerschaft und der Regierung.

## Aufgaben und Ziele
Neben der Vertretung der Interessen der Mitgliedsverbände setzt sich der Bremer Jugendring für die (Mitbestimmungs-)Rechte von Kindern und Jugendlichen in Bremen und Bremerhaven ein, indem er unter anderem:
- über die Vertretung in den Jugendhilfeausschüssen Einfluss auf die Bremer Jugendpolitik nimmt,
- zu finanziellen und rechtlichen Rahmenbedingungen der Jugendpolitik sowie allgemein zu jugend-, bildungs- und gesellschaftspolitischen Fragen Stellung bezieht,
- die Juleica-Ausbildung im Land Bremen koordiniert und qualitativ begleitet,
- Kontakte zwischen Jugendlichen oder jungen Erwachsenen und Politikern sowie Medien herstellt,
- junge Menschen bei der Schaffung selbstbestimmter und kreativer Räume sowie bei ihrem ehrenamtlichen Engagement unterstützt und ihnen
- bei der Kommunikation ihrer politischen Ideen sowie der Umsetzung eigener Projekte zur Seite steht.

Neben eigenen Veranstaltungsformaten wie zum Beispiel den „Stadtteildialogen“, in denen junge Menschen mit unterschiedlichen Hintergründen zu einem Thema ihrer Wahl in einen Dialog mit (politischen) Entscheidungsträgern im Stadtteil treten, oder der „Freiluftpolitik“, einer offen zugänglichen politischen Veranstaltung unter freiem Himmel, tritt der Bremer Jugendring auch als regionale Koordinierungsstelle für den „strukturierten Dialog“ auf, der an die EU-Jugendstrategie angelehnt ist. Im Rahmen der im „strukturierten Dialog“ stattfindenden Projekte unterstützt der Bremer Jugendring junge Menschen dabei, auch auf europäischer Ebene und in Bezug auf Europa-Themen mitzubestimmen und sich in die Gestaltung gegenwärtiger und zukünftiger Lebensbedingungen in und über Bremen hinaus aktiv einzumischen.
Mit dem integrativen Projekt Unexpected wird jungen Menschen aus Bremen mit Migrationshintergrund Raum gegeben, um ihre eigenen Wünsche und ihre Sicht auf die Dinge in die Gesellschaft einzubringen. Darüber hinaus bietet der Bremer Jugendring zahlreiche buchbare Bildungsangebote für Jugendgruppen und Schulklassen an, wie beispielsweise den Workshop „Wir haben Recht(e)!“ für Schülerinnen und Schüler oder die GPS-Rallye „Macht.machen“.
Der Verein betreibt im Volkshaus in der Bremer Hans-Böckler-Straße außerdem ein Lager, wo Zelte, Veranstaltungstechnik und diverse Materialien gegen Gebühr unter anderem an Jugendinitiativen und Sportvereine verliehen werden.

## Mitgliedsverbände
Mit Stand von 2017 waren 23 Mitgliedsverbände im Bremer Jugendring aktiv.
- Alevitisches Kulturzentrum in Bremen und Umgebung
- Arbeiter-Samariter-Jugend
- Bremer Sportjugend
- Bund der Deutschen Katholischen Jugend Bremen
- Bund der Pfadfinder*innen Landesverband Bremen
- BUNDjugend Bremen
- Christliche Pfadfinderschaft Deutschlands
- Christlicher Verein Junger Menschen Bremen
- Deutsche Pfadfinder*innenschaft Sankt Georg
- DGB-Jugend Bremen
- DiTiB-Landesjugendverband Bremen
- Evangelische Jugend Bremen
- Integration durch Kunst
- Jugendfeuerwehr Bremen
- Jugendrotkreuz im Deutschen Roten Kreuz Landesverband Bremen
- Jugendwerk der Evangelisch-Methodistischen Kirche
- Kreisjugendwerk der Arbeiterwohlfahrt
- Naturschutzjugend im Naturschutzbund
- Sozialistische Jugend Deutschlands – Die Falken Kreisverband Bremerhaven
- Stadtjugendring Bremerhaven
- THW-Jugend Bremen/Niedersachsen – Bezirksjugend Bremen
- Verband Christlicher Pfadfinder*innen – Bremen und Bremerhaven
- Volksbund Deutsche Kriegsgräberfürsorge

## Publikationen
- Leben, Lernen, & Gestalten im Jugendverband. Leitbild für die Jugendverbände der Stadtgemeinde Bremen (2023)
- SV Machen. Handbuch für SchülerInnenvertretungen im Land Bremen, in Kooperation mit der GSV und dem StadtschülerInnenring Bremerhaven (2022)
- Moin Moin. Notizen zur Situation geflüchteter Menschen im Land Bremen, Arbeitshilfe. Broschüre, erstellt in Zusammenarbeit mit Fluchtraum Bremen e.V. (2016)
- Macht.machen. Einmisch-Orte für junge Menschen im Land Bremen. Broschüre, herausgegeben in Zusammenarbeit mit dem Stadtjugendring Bremerhaven e.V. (2015)